# Luca Ghiotto
Luca Ghiotto, né le 24 février 1995 à Arzignano, est un pilote automobile italien qui participe en 2020 au championnat de Formule 2 avec l'écurie britannique Hitech Grand Prix.

## Biographie

### Débuts en monoplace en Formule Abarth avec Prema Powerteam (2011-2012)
Après avoir roulé en karting entre 2008  et 2010, Luca Ghitto débute en monoplace à l'âge de 15 ans. C'est avec Prema Powerteam qu'il participe en 2011 au championnat de Formule Abarth. Il se classe 9e du championnat italien avec notamment une pole position obtenue à Imola, une 3e place à Misano et deux meilleurs tours en course. Dans le championnat européen, qui comporte certaines manches communes avec le championnat italien, il se classe 6e avec trois podiums supplémentaires.
En 2012, il continue son programme en Formule Abarth. Il remporte 7 courses et aurait pu prétendre au titre sans deux disqualifications à Vallelunga et à Monza. Il termine 2e des championnats italien et européen. Il dispute également quatre courses de Formula Renault 2.0 Alps et marque 22 points, ainsi que deux courses de Formula Renault 2.0 NEC où il inscrit là 7 points.

### Formule Renault 2.0 et Formule Renault 3.5 (2013-2014)

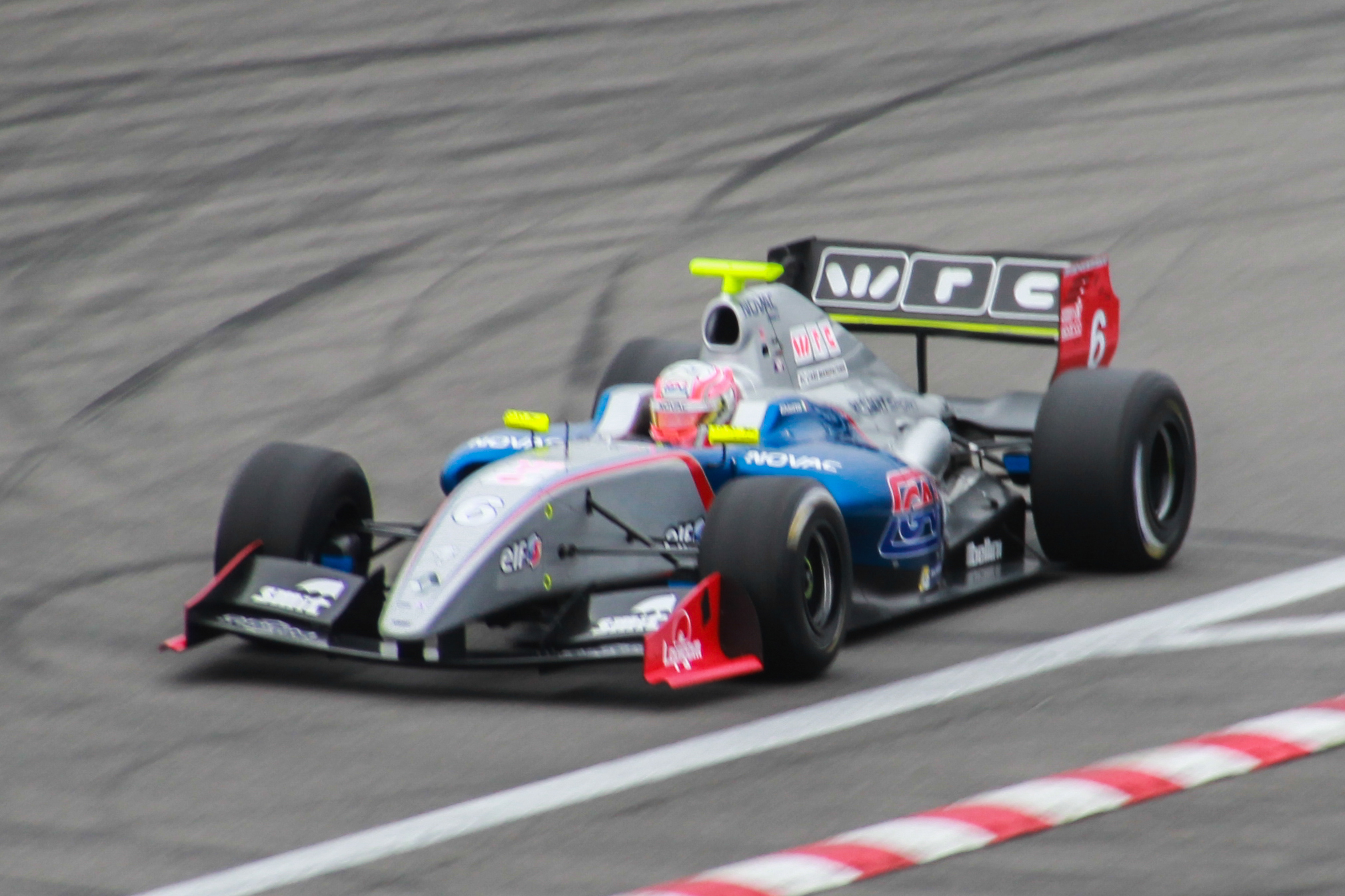
Luca Ghiotto en 2014 au Nürburgring.

En 2013, Prema renouvelle sa confiance envers leur jeune compatriote et Ghiotto dispute la saison entière de Formula Renault 2.0 Alps. Cette saison débute par un premier podium dès la 2e course à Vallelunga, avant de continuer par cinq victoires, dont deux lors de la dernière manche du championnat à Imola. Il termine vice-champion avec 211 points, 34 points derrière Antonio Fuoco. En mai, il participe au Grand Prix de Pau. Après s'être élancé depuis la 6e position, il remporte la course. Il prend également part aux sept manches d'Eurocup Formula Renault 2.0, et termine 9e du championnat. Il obtient une victoire à Spa-Francorchamps et une 2e place sur le circuit Paul-Ricard.
Il gravit les échelons en 2014 et passe en Formule Renault 3.5 avec Draco Racing. Cette année d'apprentissage n'est pas des plus faciles et son meilleur résultat est une 4e place obtenue à Monza. Il termine 17e du championnat avec 26 points. Entre-temps, Trident Racing fait appel à lui à partir du Grand Prix de Belgique pour occuper le baquet de leur troisième voiture de GP3. Ses débuts sont remarqués puisqu'il décroche la pole position dès sa première participation. Toutefois, en quatre courses, il ne rentre jamais dans les points et les 4 points de cette pole seront ses seuls de l'année. Il se classe 20e du championnat et a inscrit à lui tout seul le tiers des points de l'écurie milanaise.

### Vice-champion de GP3 Series (2015)
Après son court intérim l'année précédente, il s'engage à temps plein en GP3 Series en 2014, avec Trident Racing. Il réalise un bon début de saison avec plusieurs pole positions, gagne cinq courses et obtient à neuf reprises le meilleur tour en course. Mais ironiquement, il ne peut rien face à l'incroyable régularité d'Esteban Ocon qui termine à 2e place dix fois en onze courses, et qui n'a remporté que la première course de la saison à Barcelone. À Abu Dhabi, lors de la dernière manche de la saison, il termine deux fois hors du podium et le titre lui échappe pour seulement neuf points. Ocon, qui n'a presque pas été en tête du championnat, est sacré champion de GP3 2015.

### Le GP2 Series et la Formule 2 (depuis 2016)

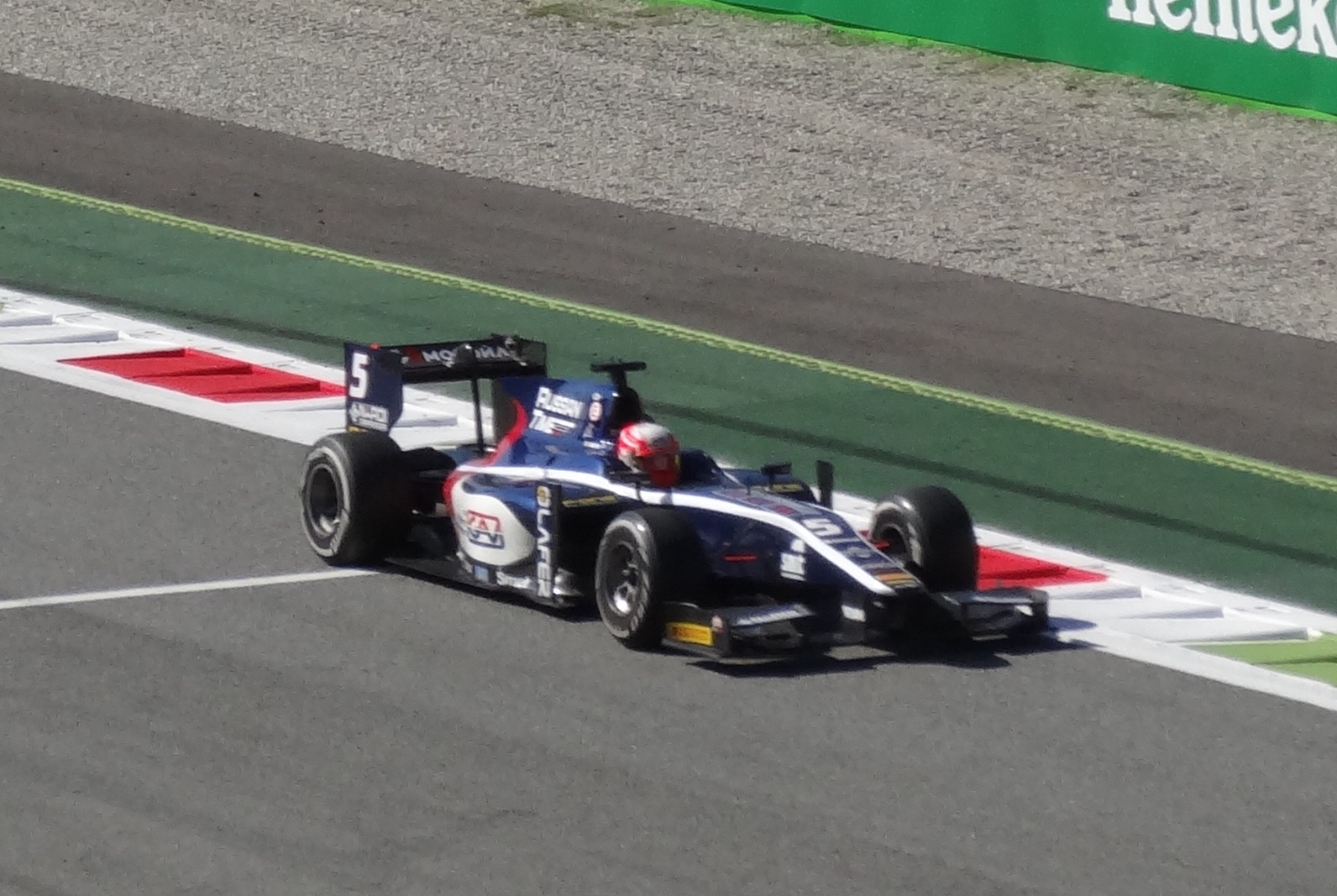
Luca Ghiotto à Monza en 2017.

Malgré cet échec, il rejoint en toute logique le championnat de GP2 Series en 2016, toujours avec Trident. Son équipier est l'indonésien Philo Paz Armand, que Luca Ghiotto n'a aucune difficulté à dominer. En effet, même si l'italien peine à trouver ses marques en début de saison, la tendance s'inverse à partir de la course 2 de Silverstone où il lutte pour la victoire avec Jordan King, qui remporte finalement la course. Il obtient deux nouveaux podiums à Hockenheim et à Spa-Francorchamps et remporte sa première course de GP2 sur le circuit international de Sepang. Il termine 8e du championnat avec 111 points, tandis que le meilleur résultat d'Armand est une 14e place obtenue en Autriche.

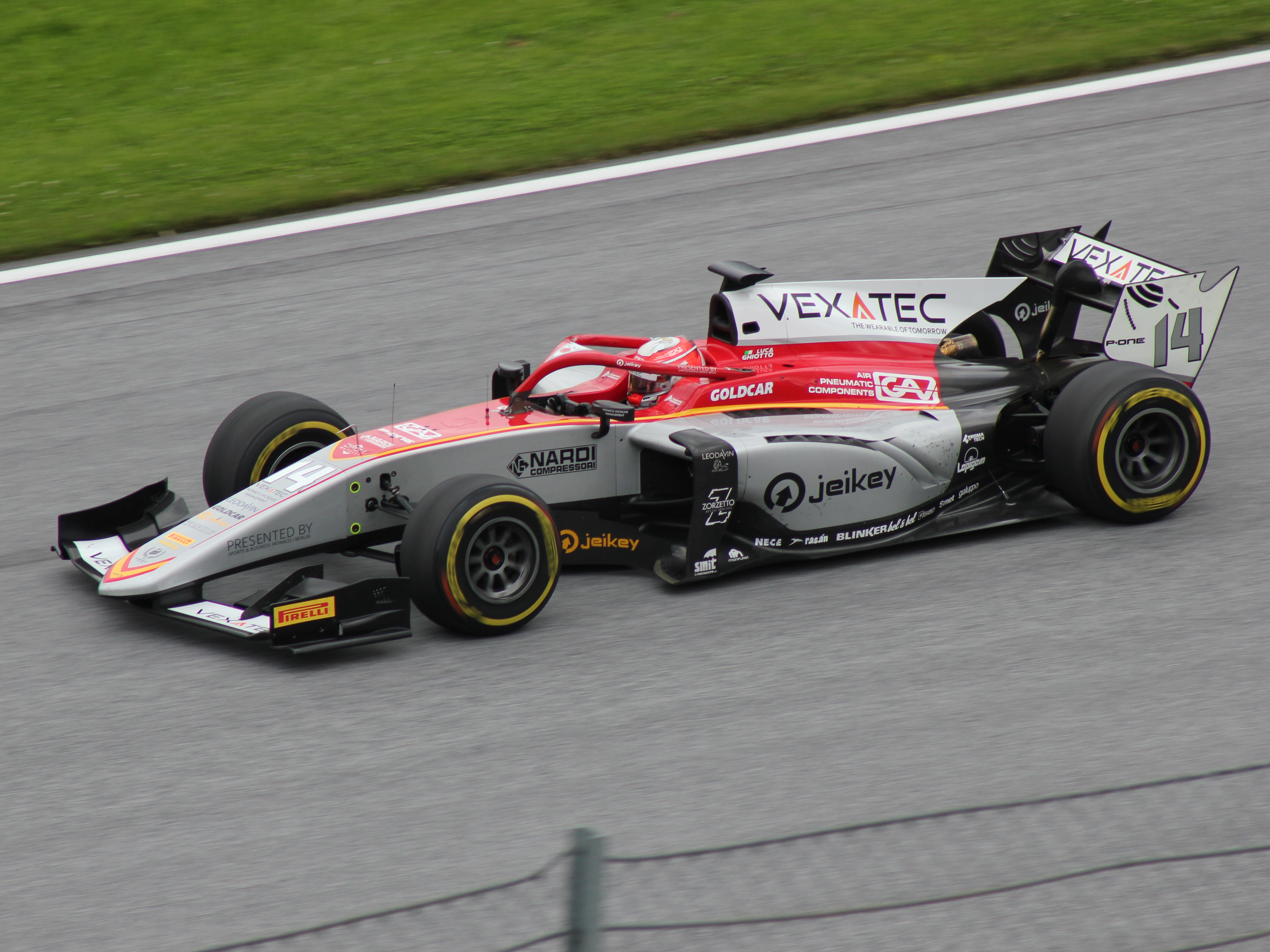
Luca Ghiotto en 2018 sur le circuit de Spielberg.

En 2017, il passe chez Russian Time et rejoint pour la première fois une écurie non italienne. Il lutte pour la victoire dès la deuxième course de la saison à Sakhir mais perd la tête dans le dernier tour de la course face à Charles Leclerc, et doit se contenter de la 2e place. Il termine de nouveau 2e deux semaines plus tard à Barcelone. Il pilote pour la première fois une Formule 1, lors des essais collectifs de cours de saison sur le Hungaroring, en août 2017, en roulant avec la Williams FW40 pendant une journée. Il remporte la chaotique course principale de Monza mais est pénalisé dans la soirée, ce qui le place 4e. Il se rattrape le lendemain en gagnant de nouveau, sans contestation possible. Luca Ghiotto se classe finalement 4e du championnat, à quelques points seulement de la 3e place d'Oliver Rowland. Son équipier Artem Markelov termine vice-champion, et le titre des écuries revient à Russian Time. 
En 2018, il rejoint l'équipe Campos Racing. Au Castellet, il monte sur le podium lors des deux courses, puis manque la victoire de peu en Hongrie, battu dans les derniers tours par Alexander Albon. Avec quatre podiums et après avoir dominé outrageusement son équipier Roy Nissany, Luca Ghiotto termine 8e du championnat.
En 2019, il change d'écurie et passe chez UNI-Virtuosi Racing. Il mène le championnat après la première manche de Bahreïn, en signant une pole position, une victoire et une 2e place. Ses performances sont par la suite moins régulières mais Luca Ghiotto monte à plusieurs autres reprises sur le podium, et remporte une nouvelle course à Silverstone. Il gagne une nouvelle course à Sotchi et termine 3e du classement, après un ultime succès à Abou Dabi.
Alors qu'il avait annoncé son départ de la Formule 2, Luca Ghiotto est finalement présent en 2020 avec la nouvelle écurie Hitech Grand Prix. Il ne remporte qu'une seule course à Silverstone et termine 10e du championnat.

### L'endurance (depuis 2019)
En 2019-2020, Luca Ghiotto fait ses débuts en LMP2 avec le Team LNT.

## Carrière

### Résultats en monoplace
| Saison | Championnat                            | Écurie              | Courses | Victoires | Pole positions | Meilleurs tours | Podiums | Points | Classement |
| ------ | -------------------------------------- | ------------------- | ------- | --------- | -------------- | --------------- | ------- | ------ | ---------- |
| 2011   | Championnat d'Italie de Formule Abarth | Prema Powerteam     | 14      | 0         | 1              | 2               | 1       | 42     | 9e         |
| 2011   | Championnat d'Europe de Formule Abarth | Prema Powerteam     | 14      | 0         | 0              | 1               | 4       | 65     | 6e         |
| 2012   | Championnat d'Europe de Formule Abarth | Prema Powerteam     | 24      | 7         | 8              | 9               | 11      | 246    | 2e         |
| 2012   | Championnat d'Italie de Formule Abarth | Prema Powerteam     | 18      | 6         | 7              | 7               | 7       | 175    | 2e         |
| 2013   | Formula Renault 2.0 Alps               | Prema Powerteam     | 14      | 5         | 0              | 2               | 8       | 211    | 2e         |
| 2013   | Eurocup Formula Renault 2.0            | Prema Powerteam     | 14      | 1         | 1              | 0               | 2       | 69     | 9e         |
| 2014   | Formula Renault 3.5 Series             | Draco Racing        | 17      | 0         | 0              | 0               | 0       | 26     | 17e        |
| 2014   | GP3 Series                             | Trident             | 4       | 0         | 1              | 0               | 0       | 4      | 20e        |
| 2015   | GP3 Series                             | Trident             | 18      | 5         | 5              | 9               | 8       | 245    | 2e         |
| 2016   | GP2 Series                             | Trident Racing      | 22      | 1         | 0              | 2               | 4       | 111    | 8e         |
| 2017   | Formule 2                              | Russian Time        | 22      | 1         | 0              | 0               | 7       | 185    | 4e         |
| 2018   | Formule 2                              | Campos Racing       | 24      | 0         | 0              | 2               | 4       | 111    | 8e         |
| 2019   | Formule 2                              | UNI-Virtuosi Racing | 22      | 4         | 2              | 2               | 9       | 207    | 3e         |
| 2020   | Formule 2                              | Hitech Grand Prix   | 24      | 1         | 0              | 2               | 4       | 106    | 10e        |
| 2022   | Formule 2                              | DAMS                | 2       | 0         | 0              | 0               | 0       | 0      | 25e        |